# Wilmer Allison
Pour les articles homonymes, voir Allison.
Wilmer Lawson Allison, Jr, né le 8 décembre 1904 à San Antonio et décédé le 20 avril 1977 à Austin, est un ancien joueur de tennis américain.
Il a remporté l'US National Championships en simple en 1935 et est membre du International Tennis Hall of Fame depuis 1963.

## Palmarès

### En simple
- Wimbledon : finaliste en 1930
- US National Championships : vainqueur en 1935 ; finaliste en 1934

### En double
- Wimbledon : vainqueur en 1929 et 1930 ; finaliste en 1935
- US National Championships : vainqueur en 1931 et 1935 ; finaliste en 1930, 1932, 1934 et 1936

### En double mixte
- US National Championships : vainqueur en 1930 ; finaliste en 1931